# آل‌اشتت
شهر آل‌اشتت در ایالت زاکسن-آنهالت در کشور آلمان واقع شده است.

## نگارخانه

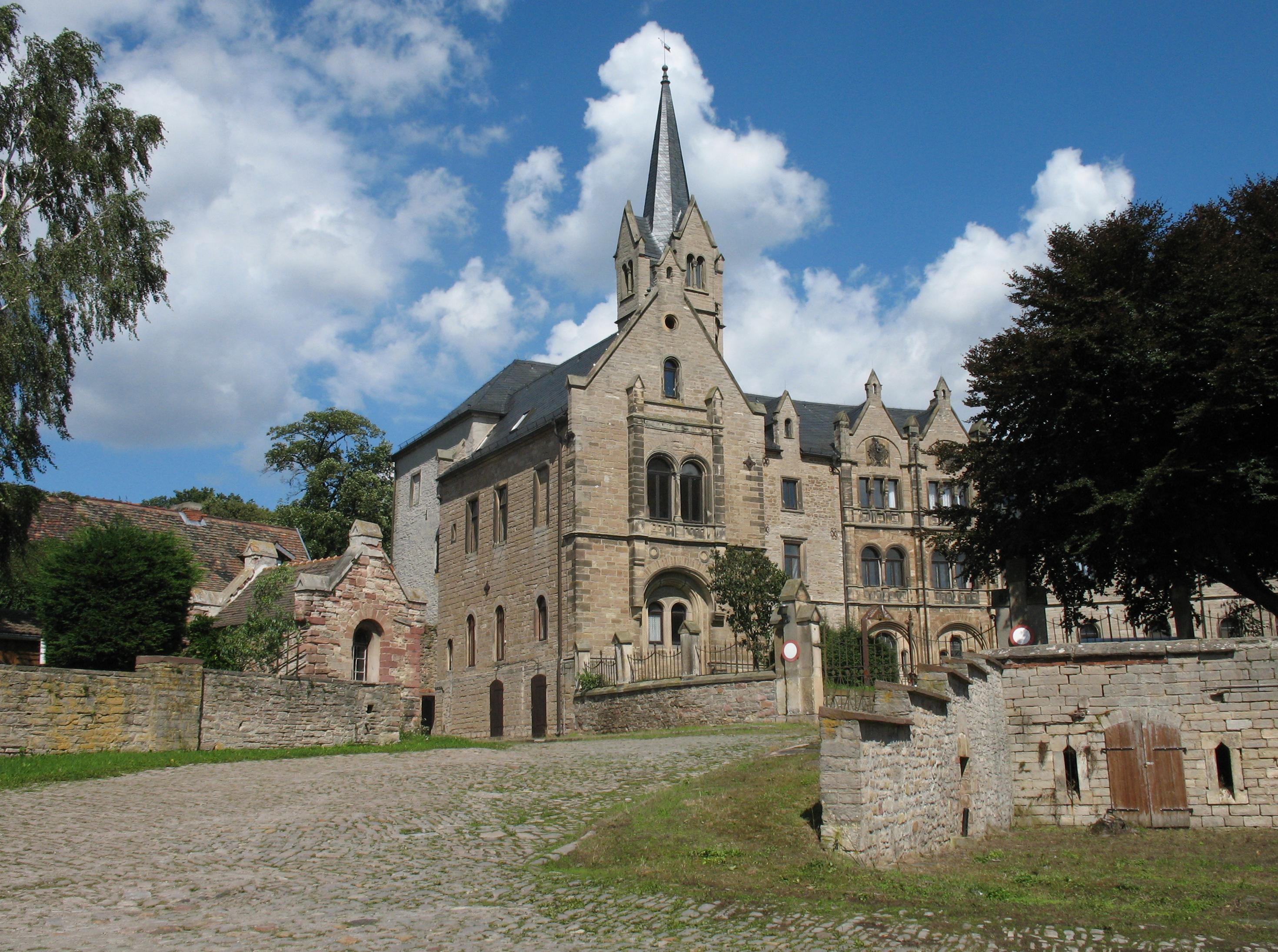
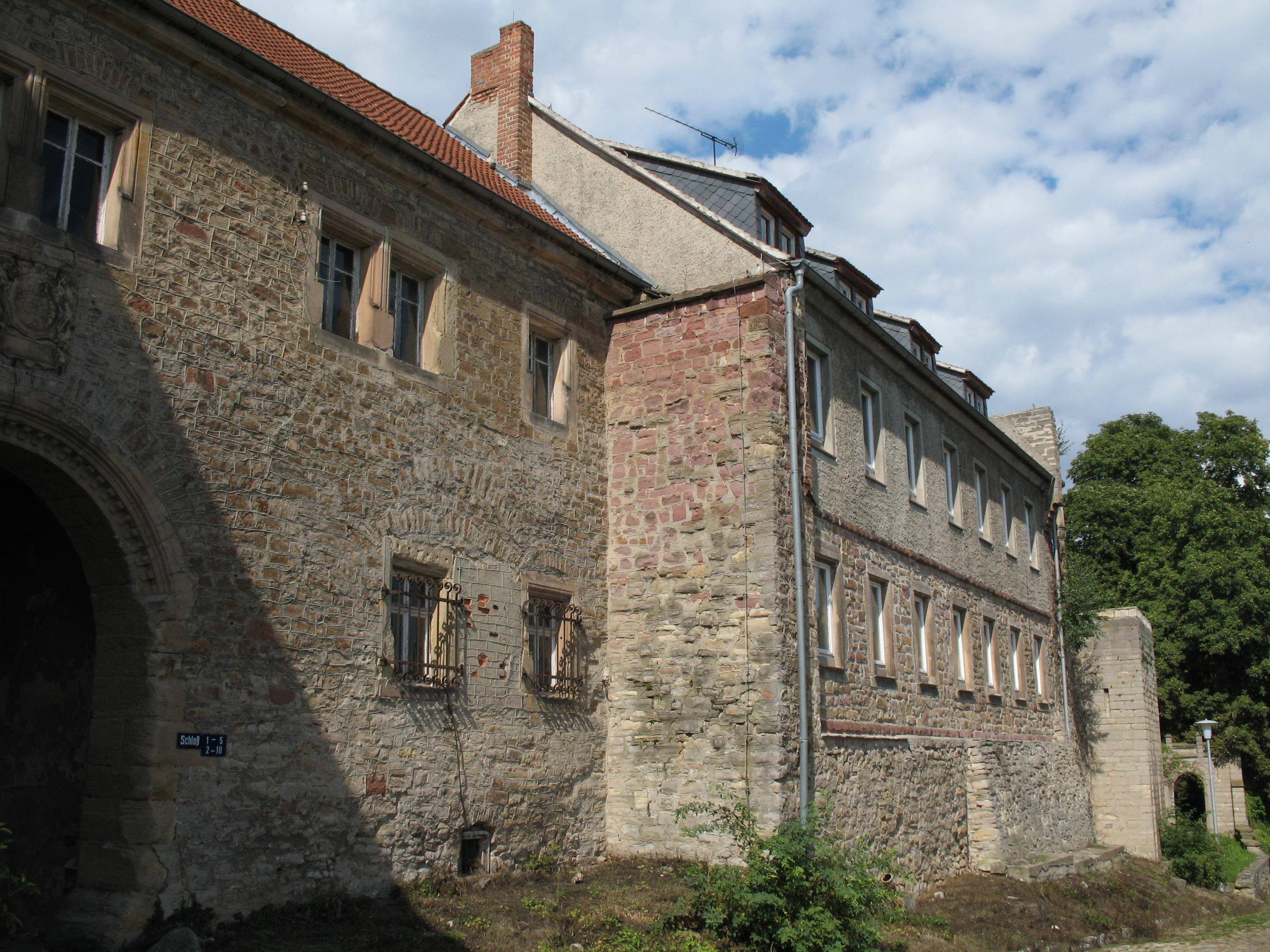